# میرنی (باشقیرستان)
میرنی (انگلیسی: Mirny, Republic of Bashkortostan) یک شهرک در شهرستان بلاگووارسکی باشقیرستان کشور روسیه است.